# Prince de Tingry
Pour les articles homonymes, voir Tingry.
Le titre de prince de Tingry est créé en 1587 par Henri III au bénéfice de François de Luxembourg, déjà fait duc de Piney en 1576. Il fait référence à la commune française de Tingry, aujourd'hui située dans le département du Pas-de-Calais.

## Histoire
La terre de Tingry, à quatorze kilomètres de Boulogne-sur-Mer, est entourée des communes de Samer, Lacres et Halinghen. Pays couvert de bois, Tingry se situe en partie dans la plaine et en partie sur les hauteurs qui forment les limites de la fosse boulonnaise. Au Moyen Âge, Tingry est une des quatre châtellenies du Boulonnais.
Le premier seigneur de Tingry connu s'appelle Faramus, encore vivant au début du XIIe siècle. Doté d'une importante fortune, il fait de nombreuses donations aux abbayes de Saint-Josse et de Samer. À sa mort, sa fille hérite de la seigneurie de Tingry qui passe, par son mariage, dans la famille de Fiennes. À la mort de Robert de Fiennes, connétable de France, toutes les appartenances et dépendances de la baronnie passent à la maison de Luxembourg. C'est son petit-neveu, Jean de Luxembourg, qui hérite de Tingry par l'intermédiaire de sa mère, Mahaut de Châtillon (1335-1378), fille de Jeanne de Fiennes (1307-1353), elle-même sœur du dernier des Fiennes.
La baronnie de Tingry est érigée en principauté par lettres patentes d'Henri III en janvier 1587, enregistrées le 19 septembre 1587. Le bénéficiaire est François de Luxembourg, déjà duc de Piney depuis 1576. Son fils, Henri de Luxembourg laisse deux filles, Charlotte et Marie. Le 13 juillet 1620, le duché de Piney va à l'aînée, Charlotte, et la principauté de Tingry à la cadette, Marie. À la mort de cette dernière en 1660, Tingry revient à sa sœur aînée, qui la transmet à sa fille, Madeleine de Clermont-Tonnerre. Cette dernière épouse François-Henri de Montmorency-Luxembourg, faisant passer la principauté dans la maison de Montmorency.
Finalement, après que le premier fils de François-Henri de Montmorency-Luxembourg ait un temps usé du titre de prince de Tingry, c'est son frère cadet, Christian-Louis de Montmorency-Luxembourg, qui en hérite et le transmet à sa descendance. En 1821, son petit-fils, Christian de Montmorency-Luxembourg, ancien capitaine de la 4e compagnie des gardes du corps du roi, partage son héritage entre ses deux fils : à l'aîné Joseph va le titre de duc de Beaumont auquel est attachée la pairie, et au cadet Hervé va celui de prince de Tingry. Mais à la mort de ce dernier sans héritier en 1870, le titre de prince de Tingry revient finalement à son frère ; le titre s'éteint à sa mort en 1878, en même temps que le nom de Montmorency.

## Liste des seigneurs de Tingry

### Maison de Boulogne
- Faramus de Tingry, fils de Guillaume de Boulogne (1090-1130) ;
- Sybille de Tingry, fille du précédent.

### Famille de Fiennes
- Guillaume de Fiennes (1180-1233), fils de la précédente ;
- Enguerrand II de Fiennes (1203-1267), fils du précédent.

## Liste des barons de Tingry

### Famille de Fiennes
- Enguerrand II de Fiennes (1203-1267) ;
- Guillaume II de Fiennes (1245-1302), fils du précédent ;
- Jean de Fiennes (1270-1333), fils du précédent ;
- Robert de Fiennes (1300-1385), fils du précédent.

### Maison de Luxembourg
- Jean de Luxembourg (1370-1397), petit-neveu du précédent ;
- Pierre de Luxembourg (1390-1433), fils du précédent ;
- Louis de Luxembourg (1418-1475), fils du précédent ;
- Pierre II de Luxembourg (1435-1482), fils du précédent ;
- Antoine de Luxembourg (1447-1519), frère du précédent ;
- Charles de Luxembourg (1488-1530), fils du précédent ;
- Antoine II de Luxembourg (1530-1557), fils du précédent ;
- François de Luxembourg (1546-1613), fils du précédent.

## Liste des princes de Tingry

### Maison de Luxembourg
- François de Luxembourg (1546-1613), 1er prince de Tingry ;
- Henri de Luxembourg (1583-1616), 2e prince de Tingry, fils du précédent ;
- Marie de Luxembourg (1611-1660), 3e princesse de Tingry, fille du précédent ;
- Charlotte de Luxembourg (1607-1680), 4e princesse de Tingry, sœur de la précédente.

### Maison de Clermont-Tonnerre
- Madeleine de Clermont-Tonnerre (1635-1701), 5e princesse de Tingry, fille de la précédente.

### Maison de Montmorency
- Charles de Montmorency-Luxembourg (1662-1726), 6e prince de Tingry, fils de la précédente ;
- Christian-Louis de Montmorency-Luxembourg (1675-1746), 7e prince de Tingry, frère du précédent ;
- Charles de Montmorency-Beaumont (1713-1787), 8e prince de Tingry et 1er duc de Beaumont, fils du précédent ;
- Christian de Montmorency-Beaumont (1767-1821), 9e prince de Tingry et 2e duc de Beaumont, fils du précédent ;
- Hervé de Montmorency-Beaumont (1804-1870), 10e prince de Tingry, fils du précédent ;
- Joseph de Montmorency-Beaumont (1802-1878), 11e prince de Tingry et 3e duc de Beaumont, frère aîné du précédent.

## Armoiries

Famille de Fiennes
Maison de Luxembourg
Maison de Clermont-Tonnerre
Maison de Montmorency-Luxembourg

## Sources
- « Fonds Montmorency-Luxembourg », sur Bibliothèque Condé, 2008 (consulté le 16 février 2015).
- « Les ancêtres de Faramus de Tingry », sur Marcel Fournet (consulté le 16 février 2015).
- « Seigneurs de Fiennes », sur Généalogie des Jaunais (consulté le 16 février 2015).
- François Condette, « Notice historique sur Tingry », sur Histoire locale, 1907 (consulté le 16 février 2015).
- Étienne Pattou, « Maison de Montmorency », sur Racine Histoire, 2005 (consulté le 7 mai 2018), p. 61.